# Samastipur
Samastipur è una suddivisione dell'India, classificata come municipality, di 55.590 abitanti, capoluogo del distretto di Samastipur, nello stato federato del Bihar. In base al numero di abitanti la città rientra nella classe II (da 50.000 a 99.999 persone).

## Geografia fisica
La città è situata a 25° 51' 0 N e 85° 46' 60 E e ha un'altitudine di 38 m s.l.m..

## Società

### Evoluzione demografica
Al censimento del 2001 la popolazione di Samastipur assommava a 55.590 persone, delle quali 29.782 maschi e 25.808 femmine. I bambini di età inferiore o uguale ai sei anni assommavano a 7.971, dei quali 4.048 maschi e 3.923 femmine. Infine, coloro che erano in grado di saper almeno leggere e scrivere erano 40.186, dei quali 23.250 maschi e 16.936 femmine.